# Kizkalesi
Kizkalesi (Jungfruborgen) är en fästning i Mersin i södra Turkiet. Denna byggdes först när området var en del av det bysantinska kungariket. På fästningen finns flera kristna kors av typisk ortodox stil.